# David Furnish
David James Furnish, född 25 oktober 1962 i Toronto, Kanada, är en kanadensisk filmregissör och tidigare reklamskapare.

## Biografi

### Privatliv
År 2005 ingick Furnish partnerskap med Elton John och när samkönade äktenskap legaliserades i Storbritannien nio år senare så ingick paret äktenskap.

### Karriär
Furnish har arbetat både inom reklambranschen – bland annat hos den välkända byrån Ogilvy & Mather – och som journalist, med artiklar publicerade i tidskrifter som GQ och Tatler. Utöver det är han styrelseledamot i Elton John AIDS Foundation och delar även ansvaret för filmbolaget Rocket Pictures med Elton John.
Furnish var producent och Elton John var exekutiv producent för filmen Rocketman (2019) som bygger på Elton Johns liv när han blev en av världens mest framgångsrika artister någonsin.